# Női 4 × 200 méteres gyorsváltó a 2011-es úszó-világbajnokságon
A női 4 × 200 méteres gyorsváltót a 2011-es úszó-világbajnokságon július 28-án rendezték meg. A selejtezők és a döntő egy napon volt.

## Rekordok
|                               | Név                                                                                | Nemzetiség | Idő     | Helyszín | Dátum            |
| ----------------------------- | ---------------------------------------------------------------------------------- | ---------- | ------- | -------- | ---------------- |
| Világcsúcs Világbajnoki csúcs | Yang Yu (1:55.47) Zhu Qianwei (1:55.79) Liu Csing (1:56.09) Pang Jiaying (1:54.73) | CHN        | 7:42.08 | Róma     | 2009. július 30. |

## Érmesek
| Arany | Ezüst                                                                                       | Bronz                                                                 |
| Amerikai Egyesült Államok · Missy Franklin · Dagny Knutson · Katie Hoff · Allison Schmitt · Jasmine Tosky* | Ausztrália · Bronte Barratt · Blair Evans · Angie Bainbridge · Kylie Palmer · Jade Neilsen* | Kína · Csen Csien · Pang Jiaying · Liu Csing · Tang Yi · Zhu Qianwei* |

* Csak a selejtezőkben úsztak.

## Eredmények

### Selejtező
| Helyezés | Selejtező | Pálya | Nemzetiség | Úszók | Idő     | Megj. |
| -------- | --------- | ----- | ---------- | --- | ------- | ----- |
| 1        | 3         | 4     | USA        | Missy Franklin (1:56.98) Katie Hoff (1:57.01) Jasmine Tosky (1:59.20) Dagny Knutson (1:57.27)                    | 7:50.46 | Q     |
| 2        | 1         | 5     | CAN        | Julia Wilkinson (1:58.49) Brittany MacLean (1:58.33) Samantha Cheverton (1:58.34) Barbara Jardin (1:56.89)       | 7:52.05 | Q     |
| 3        | 1         | 4     | HUN        | Mutina Ágnes (1:58.12) Verrasztó Evelyn (1:58.14) Hosszú Katinka (1:58.57) Jakabos Zsuzsanna (1:57.29)           | 7:52.12 | Q     |
| 4        | 2         | 4     | CHN        | Csen Csien (1:58.49) Zhu Qianwei (1:58.78) Liu Jing (1:58.31) Pang Jiaying (1:57.63)                             | 7:53.21 | Q     |
| 5        | 3         | 3     | GBR        | Joanne Jackson (1:58.88) Rebecca Turner (1:59.04) Hannah Miley (1:59.05) Caitlin McClatchey (1:58.68)            | 7:55.65 | Q     |
| 6        | 3         | 5     | AUS        | Angie Bainbridge (1:58.84) Blair Evans (1:57.33) Jade Neilsen (2:00.42) Bronte Barratt (1:59.09)                 | 7:55.68 | Q     |
| 7        | 2         | 5     | FRA        | Coralie Balmy (1:58.31) Ophelie-Cyrielle Etienne (2:00.62) Charlotte Bonnet (1:58.40) Camille Muffat (1:58.56)   | 7:55.89 | Q     |
| 8        | 1         | 6     | NZL        | Lauren Boyle (1:57.74) Penelope May Marshall (2:00.68) Amaka Gessler (1:59.67) Natasha Hind (1:59.06)            | 7:57.15 | Q, NR |
| 9        | 2         | 3     | JPN        | Haruka Ueda (1:58.36) Hanae Ito (1:58.04) Yayoi Matsumoto (1:59.22) Misaki Yamaguchi (2:02.20)                   | 7:57.82 |       |
| 10       | 1         | 3     | GER        | Silke Lippok (1:58.04) Lisa Vitting (1:59.14) Daniela Schreiber (1:59.84) Franziska Jansen (2:01.72)             | 7:58.74 |       |
| 11       | 3         | 6     | RUS        | Veronyika Popova (1:57.86) Jelena Szokolova (2:00.29) Viktorija Andrejeva (2:00.21) Kira Vologyina (2:01.33)     | 7:59.69 |       |
| 12       | 2         | 6     | SWE        | Ida Marko-Varga (2:00.33) Gabriella Fagundez (2:03.15) Sarah Sjöström (1:57.84) Stina Gardell (2:00.98)          | 8:02.30 |       |
| 13       | 2         | 2     | ITA        | Alice Mizzau (2:01.88) Federica Pellegrini (1:58.08) Alice Nesti (2:00.40) Renata Spagnolo (2:02.33)             | 8:02.69 |       |
| 14       | 1         | 7     | UKR        | Valerija Podleszna (2:02.56) Darina Sztepanyuk (2:00.86) Hanna Dzerkal (2:02.93) Darina Zevina (2:00.07)         | 8:06.42 | NR    |
| 15       | 1         | 2     | AUT        | Joerdis Steinegger (1:59.58) Birgit Koschischek (2:01.77) Eva Chavez-Diaz (2:02.58) Nina Dittrich (2:00.74)      | 8:06.67 |       |
| 16       | 2         | 7     | IRL        | Sycerika McMahon (2:00.88) Melanie Nocher (2:01.28) Clare Dawson (2:02.07) Gráinne Murphy (2:03.43)              | 8:07.66 | NR    |
| 17       | 3         | 7     | MEX        | Charetzeni Susana Escobar (2:04.17) Liliana Ibanez (2:01.87) Patricia Castañeda (2:06.16) Rita Medrano (2:03.83) | 8:16.03 |       |
| –        | 3         | 2     | KOR        | | DNS     |       |

### Döntő
| Helyezés | Pálya | Nemzetiség | Úszók | Idő     | Megj. |
| -------- | ----- | ---------- | --- | ------- | ----- |
| Arany    | 4     | USA        | Missy Franklin (1:55.06) Dagny Knutson (1:57.18) Katie Hoff (1:57.41) Allison Schmitt (1:56.49)                | 7:46.14 |       |
| Ezüst    | 7     | AUS        | Bronte Barratt (1:56.86) Blair Evans (1:57.69) Angie Bainbridge (1:57.36) Kylie Palmer (1:55.51)               | 7:47.42 |       |
| Bronz    | 6     | CHN        | Csen Csien (1:57.37) Pang Jiaying (1:56.97) Liu Csing (1:57.85) Tang Yi (1:55.47)                              | 7:47.66 |       |
| 4        | 1     | FRA        | Camille Muffat (1:57.83) Coralie Balmy (1:58.00) Charlotte Bonnet (1:58.83) Ophelie-Cyrielle Etienne (1:57.56) | 7:52.22 |       |
| 5        | 3     | HUN        | Mutina Ágnes (1:57.89) Verrasztó Evelyn (1:58.49) Hosszú Katinka (1:58.98) Jakabos Zsuzsanna (1:57.03)         | 7:52.39 |       |
| 6        | 2     | GBR        | Joanne Jackson (1:57.92) Rebecca Turner (1:58.37) Hannah Miley (1:58.74) Caitlin McClatchey (1:58.48)          | 7:53.51 |       |
| 7        | 5     | CAN        | Barbara Jardin (1:58.27) Julia Wilkinson (1:59.37) Samantha Cheverton (1:58.45) Brittany MacLean (1:57.53)     | 7:53.62 |       |
| 8        | 8     | NZL        | Lauren Boyle (1:58.10) Amaka Gessler (1:59.41) Penelope May Marshall (2:00.42) Natasha Hind (1:58.62)          | 7:56.55 | NR    |